# 阿古利亚罗
阿古利亚罗（義大利語：Agugliaro），是意大利威尼托大区维琴察省的一个市镇。总面积14平方公里，人口1409人，人口密度100.6人/平方公里（2009年）。国家统计（ISTAT）代码为024001。